# 莫泰168

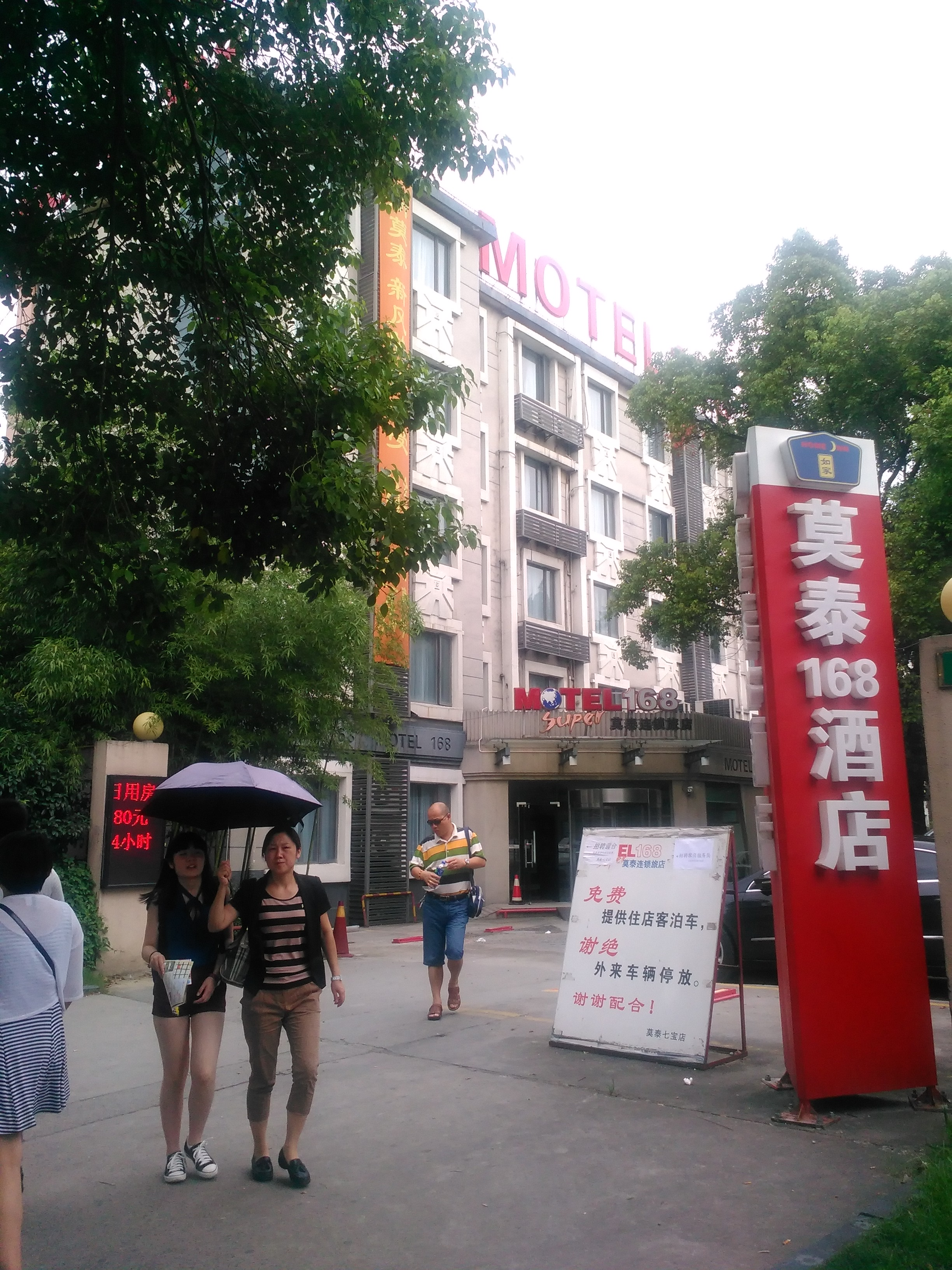
上海的一家莫泰168

莫泰168是如家酒店旗下的一个品牌连锁酒店。

## 历史
2002年上海美林阁餐饮经营管理有限公司宣布成立上海莫泰（Motel）连锁旅店管理有限公司负责管理莫泰168这一连锁酒店品牌，2006年摩根士丹利以2千万美元购买莫泰168约20%的股份，此后还有两次收购总计达到59%的股份。
2008年莫泰168、如家酒店和锦江国际集团三家酒店集团总共控制了中国44%的酒店市场份额。
2011年3月摩根士丹利宣布出售手中的股份，华住酒店集团、如家酒店、锦江国际集团和雅高集团均表示对收购莫泰168感兴趣。 最终如家酒店在2011年10月赢得竞标，改为莫泰酒店。

## 经营
莫泰268是莫泰168的旗下经济型品牌，遵从公司的多品牌策略。